# The Children of the Night
The Children of the Night è il terzo album in studio della band metal svedese Tribulation. È stato pubblicato il 20 aprile 2015 su Century Media Records.

## Il disco
L'album rappresenta un netto allontanamento dallo stile death metal dei precedenti dischi dei Tribulation. The Children of the Night presenta un suono heavy metal  e metal estremo con elementi del rock psichedelico, progressive metal, thrash metal, rock classico, hard rock e rock gotico. Il gruppo attribuisce influenze a vari artisti di musica rock e metal come Mercyful Fate, At the Gates, Led Zeppelin, Hawkwind, The Doors, Iron Maiden, Deep Purple e Pink Floyd.
Il titolo dell'album è un riferimento all'album del 1982 dei Kiss Creatures of the Night.

## Accoglienza
L'album ha ricevuto generalmente recensioni positive da parte della critica musicale. Chris Dick della rivista Decibel ha scritto: "Ci sono poche band capaci di Children of the Night". Il critico di Pitchfork Grayson Haver Currin ha descritto l'album come "un disco heavy metal che vaga oltre ogni comfort zone" e "un racconto tentacolare e obbligatorio che non diventa noioso".  Joe DiVita di Loudwire ha pensato che il disco "offra una versione rinfrescante di uno stile amato con abbastanza elementi metal estremi nel tatto che dovrebbero accontentare i fan su entrambi i lati della barriera". Michael Nelson degli Stereogum lo ha considerato "il miglior disco che abbia ascoltato nel 2015".
Brandon Stosuy di Pitchfork ha posizionato The Children of the Night come numero due nella sua lista di "The Best Metal Albums of 2015". Colin Joyce, critico della rivista Spin, ha elencato l'album come numero sei nella lista della pubblicazione dei "20 migliori album metal del 2015".

## Tracce
1. Strange Gateways Beckon - 4:29
2. Melancholia - 5:17
3. In the Dreams of the Dead - 5:52
4. Winds - 6:52
5. Själaflykt - 5:52
6. The Motherhood of God - 5:23
7. Strains of Horror - 6:14
8. Holy Libations - 6:34
9. Cauda Pavonis - 2:55
10. Music from the Other - 7:04

## Formazione
Gruppo
- Johannes Andersson - voce, basso, cori
- Adam Zaars - chitarra, cori, vibrafono, xilofono, design, impaginazione
- Jonathan Hultén - chitarra, cori, copertina
- Jakob Ljungberg - batteria, percussioni

Altro musicisti e personale tecnico
- Martin Borgh - strumenti aggiuntivi
- Ola Ersfjord - produttore, ingegnere del suono, missaggio
- Chris Common - masterizzazione
- Johan Voxberg - tecnico delle percussioni
- Susanna Berglund - fotografia
- Linda Åkerberg - fotografia